# Cheating (singolo)
Cheating è un singolo del cantautore britannico John Newman, pubblicato il 6 ottobre 2013 come secondo estratto dal primo album in studio Tribute.

## Tracce
1. Cheating – 3:42

## Classifiche
| Classifica (2013-14) | Posizione massima |
| -------------------- | ----------------- |
| Regno Unito          | 9                 |
| Russia               | 19                |